# 京阪東ローズタウンコミュニティバス
京阪東ローズタウンコミュニティバス（けいはんひがしローズタウンコミュニティバス）は、京阪宇治交通が運行を開始したコミュニティバスで、現在は京阪宇治交通と合併した京阪バスが運行を継承している。
路線名としては『山手線』、系統名は『東ローズタウン循環線』である。
京阪バス京田辺営業所の管轄である。

## 概要
JR松井山手駅周辺は、京阪電鉄が開発した『京阪東ローズタウン』と呼ばれる住宅地が広がっており、その開発の進捗に伴い開設された。

## 経路
- 松井山手駅 - 欽明台東 - つつじ公園前 - 欽明台北 - （クレイン京都→）ソフィアモール - 欽明台西 - 松井山手駅
- 松井山手駅 - 欽明台東 - つつじ公園前 - 欽明台北 - ソフィアモール - クレイン京都
- 松井山手駅→あかねヶ丘→ソフィアモール→美濃山小学校→ソフィアモール→あかねヶ丘→松井山手駅

運行経路番号は、以下のとおりとなっている。
- 600号経路（東ローズタウン循環右回り）
- 610号経路（東ローズタウン循環左回り）
- 611号経路（東ローズタウン循環左回り・クレイン京都経由）
- 620号経路（松井山手駅→あかねヶ丘→ソフィアモール→美濃山小学校→ソフィアモール→あかねヶ丘→松井山手駅）
- 621号経路（松井山手駅 - つつじ公園前 - ソフィアモール - クレイン京都）

上記経路の他に、66A・66B号経路（クレイン京都 - 松井山手駅 - 京田辺市役所 - 近鉄新田辺）も運行されている。

## 車両
京田辺営業所に配備されている中型短尺車、三菱ふそう・エアロミディMJのワンステップ車の3台（内1台は交野営業所より転属したもの）と中型車が使用される。中型車は以前は代走程度での運用であったが、2008年10月19日改正より定期運用に入るようになった。これは京阪東ローズタウンコミュニティバスが当時運行されていた八幡市南北線と共通運用となったためである（八幡市南北線でも中型短尺車と中型車を使用）。
京阪宇治交通時代は、日産ディーゼル（現・UDトラックス）製の中型車が予備車であった。
2009年11月より、主に中型車の運用に切り替えられた。なお、中型短尺車は同月より京田辺営業所に移管された、津田サイエンスヒルズ線（一般路線）の予備車となったが、2010年に廃車された。

## 運賃
大人160円・小児80円（対距離区間制）で、スルッとKANSAIのプリペイドカード・京阪グループバスカードなどカードが利用できる（なお、京阪バス1dayチケットは適用区間外である）。
定期券も発売されている。定期券運賃表も参照。2008年10月1日よりPiTaPaの使用が可能となった。